# 변형근로시간제
변형근로시간제(變形勤勞時間制)는 대한민국의 근로 제도이다. 5인 이상 사업장은 2주 단위로 주당 48시간 한도에서 근로시간을 신축적으로 운용할 수 있다. 노사가 서면으로 합의한 경우 4주 단위로 주당 56시간까지도 근로시간을 연장할 수 있다. 즉 4주 중 2주는 56시간씩 일을 시키고 나머지 2주는 주당 32시간만 시키면 연장근로 수당을 안 줘도 된다.
시간외수당 삭감으로 시간제 근로자는 6.4%, 월급제 근로자는 최대 2%가량 임금이 줄어들 수 있다. 물론 개정안은 이 제도로 인한 임금저하시 보전방안을 강구토록 명시하고 있으나 실효성은 의문이다.